# Téa Lamboray
Téa Lamboray (Verviers, 20 settembre 2001) è una sciatrice alpina francese.

## Biografia
Specialista delle prove tecniche originaria di Puy-Sanières e attiva dal novembre del 2017, Téa Lamboray ha esordito in Coppa Europa il 14 dicembre 2019 ad Andalo in slalom gigante (44ª); non ha debuttato in Coppa del Mondo e non ha preso parte a rassegne olimpiche o iridate. È inattiva all'aprile del 2023.

## Palmarès

### Coppa Europa
- Miglior piazzamento in classifica generale: 93ª nel 2020

### Campionati francesi
- 1 medaglia:
  - 1 argento (slalom gigante nel 2023)